# Gmina Polanka Wielka
Die Gmina Polanka Wielka ist eine Landgemeinde im Powiat Oświęcimski der Woiwodschaft Kleinpolen in Polen. Ihr Sitz ist das gleichnamige Dorf.

## Gliederung
Die Landgemeinde (gmina wiejska) Polanka Wielka besteht aus dem gleichnamigen Hauptort Polanka Wielka, dem
einzigen Dorf mit einem Schulzenamt.
Weitere Ortschaften der Gemeinde sind:
Dalachowice
Granica Głębowska
Granica Osiecka
Granica Porębska
Hukowiec
Łysówka
Majcherowiec
Pasternik
Studziennik

## Partnerschaften
Die Gemeinde ist mit der Stadt Schwarzenbach an der Saale im Landkreis Hof eine Partnerschaft eingegangen.